# شان کانلی
شان پاتریک کانلی (انگلیسی: Sean Patrick Conley؛ زادهٔ ۱۹۸۰) پزشک آمریکایی و افسر نیروی دریایی ایالات متحده  که در زمان ترامپ به عنوان  پزشک مخصوص رئیس‌جمهور مشغول به کار بود. کانلی در طول دنیاگیری کووید-۱۹ به‌عنوان پزشک مخصوص رئیس‌جمهور، که بیشتر وظیفهٔ مشاورهٔ پزشکی به رئیس‌جمهور را بر عهده داشته، خدمت کرده‌است.  او به‌دلیل عدم شفافیت در اعلام وضعیت سلامتی دونالد ترامپ در زمان بستری شدن او به دلیل ابتلا به بیماری کووید-۱۹ به‌طور گسترده‌ای مورد انتقاد قرار گرفت.

## اوایل زندگی
کانلی در سال ۱۹۸۰ در دویلزتاون، پنسیلوانیا متولد شد. او در سال ۱۹۹۸ از دبیرستان شرقی باکس مرکزی فارغ‌التحصیل شد و در سال ۲۰۰۲ مدرک لیسانس خود را از دانشگاه نوتردام دریافت کرد.
کانلی مدرک دکترای استیوپاتی خود را در سال ۲۰۰۶ از کالج طب استخوان‌درمانی فیلادلفیا دریافت کرد و در سال ۲۰۱۳ در برنامهٔ دستیاری طب اورژانس از مرکز پزشکی نیروی دریایی پورتسموث در پورتسموث، ویرجینیا فارغ‌التحصیل شد. او جایزهٔ فارغ‌التحصیل افتخاری، جایزهٔ انتخاب پرستاران برای دستیار ارشد برجسته و جایزهٔ پژوهش دستیاری را نیز کسب کرده‌است.

## فعالیت نظامی
کانلی در سال ۲۰۱۴ به‌همراه نیروهای بین‌المللی کمک به امنیت در فرودگاه بین‌المللی قندهار در خارج از شهر قندهار در افغانستان به‌عنوان پزشک اورژانس خدمت کرد. او پس از آن به عضویت واحد پزشکی چندملیتی ناتو درآمد و به سمت سرپرست بخش تروما منصوب شد. این واحد برای نجات یک سرباز رومانیایی آسیب‌دیده در انفجار یک بمب کنارجاده‌ای در سال ۲۰۱۴، از سوی نیروهای زمینی رومانی مورد تقدیر قرار گرفت. کانلی پیش از پیوستن به واحد پزشکی کاخ سفید، به‌عنوان مدیر تحقیقات در اداره پزشکی اورژانس نیروی دریایی پورتسموث خدمت کرده‌است.

## پزشک مخصوص رئیس‌جمهور
در پی نامزدی رانی جکسن، پزشک قبلی رئیس‌جمهور ایالات متحده برای وزارت امور کهنه‌سربازان، کانلی به‌عنوان پزشک جدید رئیس‌جمهور انتخاب شد. او در ۲۸ مارس ۲۰۱۸ به‌عنوان پزشک فعال کاخ سفید، و در ۴ مهٔ همان سال به‌عنوان پزشک مخصوص رئیس‌جمهور منصوب شد.